# Sapromyza roberti
Sapromyza roberti är en tvåvingeart som beskrevs av Johann Wilhelm Meigen 1838. Sapromyza roberti ingår i släktet Sapromyza och familjen lövflugor.
Artens utbredningsområde är Belgien. Inga underarter finns listade i Catalogue of Life.